# Black Betty
Black Betty est un chant de travail afro-américain du XXe siècle dont les premiers enregistrements datent de 1933. La paternité du titre a été attribuée à James "Iron Head" Baker (en) et il a fait l'objet de nombreuses reprises, que ce soit a cappella, avec orchestration folk ou rock. C'est dans ce courant musical que s'inscrit la version la plus célèbre, celle de Ram Jam, datée de 1977.

## Origine et signification
L'origine et la signification des paroles font l'objet de débats. Historiquement, le « Black Betty » du titre peut faire référence au surnom donné à un certain nombre d'objets : un fusil, une bouteille de whisky, un fouet ou un wagon de transfert pénitentiaire.
Selon Charles Wolf et Kip Lornell, la chanson proviendrait d'une marche de cadence du XVIIIe siècle avec un fusil à silex dont la crosse est peinte en noir, les paroles « bam-ba-lam » se référant à la détonation de l'arme. On disait des soldats sur le champ de bataille qu'ils « embrassaient Black Betty ». Dans cette interprétation, le fusil a été surpassé par son successeur, un fusil avec une crosse en noyer non peinte connu sous le nom de Brown Bess.
Dans le Caldwells's Illustrated Combination Centennial Atlas of Washington Co. Pennsylvania of 1876, il y a une courte section décrivant les cérémonies de mariage et les coutumes du mariage. Caldwell décrit une tradition de mariage où les deux jeunes témoins des époux ont été mis au défi de courir pour une bouteille de whisky. Ce défi était généralement exécuté à environ un mile (1,6 kilomètre) de la destination où la cérémonie devait être célébrée. Afin de sécuriser le prix, dénommé « Black Betty », le vainqueur de la course devait apporter la bouteille à l'époux et à ses amis. Le whisky est offert à l'époux d'abord, puis successivement à chacun des amis du marié.
Le plus ancien sens de « Black Betty » aux États-Unis, attesté dès 1827, est celui de bouteille d'alcool,.
En janvier 1736, Benjamin Franklin publie le « Dictionnaire de l'alcoolique » dans la Gazette de Pennsylvanie : il énumère 228 façons d'exprimer l'idée d'être ivre. L'une de ces expressions est « Il a embrassé Black Betty »,.
David Hackett Fischer, dans son livre Albion's Seed: Four British Folkways in America, stipule que « Black Betty » est une expression commune pour désigner une bouteille de whisky dans les régions frontalières du nord de l'Angleterre et du sud de l’Écosse, puis plus tard dans les domaines de l'arrière-pays de l'Est des États-Unis.
Dans une interview menée par Alan Lomax avec un ancien prisonnier d'une ferme pénale au Texas nommé Doc Reese (alias « Big Head »), Reese a déclaré que l'expression « Black Betty » était utilisée par les détenus pour nommer le « Black Maria », le wagon de transfert pénitentiaire.
En 1934, John A. et Alan Lomax dans leur livre, Ballades américaines et chansons folk décrivent ainsi les origines de Black Betty :

« Black Betty n'est pas une autre Frankie, ni encore une femme à deux temps dont l'homme peut gémir son blues. Elle est le fouet qui a été et est utilisé dans certaines prisons du Sud. Un condamné de la ferme d'État Darrington du Texas, où, en passant, la pratique du fouet a été pratiquement abandonnée, se moqua de Black Betty et imita sa conversation dans la chanson suivante. [Dans le texte, la musique et les paroles suivent] »

— John et Alan Lomax, American Ballads and Folk Songs
John Lomax a également interviewé le musicien de blues James Baker (en) (mieux connu sous le nom de Iron Head) en 1934, près d'un an après l'enregistrement, le premier connu de la chanson.
Dans l'article qui en résulte pour le trimestriel musical intitulé Chanson des péchés des Noirs du Sud, Lomax mentionne de nouveau le surnom du coup de fouet comme étant « Black Betty ». Steven Cornelius, dans son livre Musique du temps de la guerre civile, déclare dans un article concernant la musique folk suivant la fin de la guerre que « (…) les prisonniers chantaient « Black Betty », le fouet du conducteur ». Robert Vells, dans Life Flows On in Endless Song: Folk Songs and American History, écrit:

« Dans les années 1960, le véhicule qui a emporté les hommes à la prison a été connu sous le nom de Black Betty, si le même nom peut aussi avoir été utilisé pour le fouet qui si souvent a été mis sur le dos des prisonniers, "bam-ba-lam". »

— Robert V. Wells, Life Flows On in Endless Song: Folk Songs and American History.
Dans les versions ultérieures, « Black Betty » a été dépeint comme divers véhicules, y compris une motocyclette et un hot rod.

## Premiers enregistrements, 1933-39
La chanson a été enregistrée une première fois par les musicologues américains John et Alan Lomax en 1933, exécutée a cappella par le condamné James Baker (également connu sous le nom de Iron Head) et un groupe à la ferme d'État centrale, Sugar Land, Texas (une ferme pénitentiaire de l'État).
Les Lomax enregistraient pour la Bibliothèque du Congrès et les enregistrements suivants, en 1934, 1936 et 1939, incluent aussi des versions de Black Betty. Elle a été enregistrée et commercialisée à New York en 1939 pour le label Musicraft par Lead Belly, dans le cadre d'un medley comportant deux autres chansons de travaux : Looky Looky Yonder et Yellow Woman's Doorbells. Lead Belly eut une longue association avec les Lomax et avait lui aussi purgé une peine dans les fermes prisons d’État.

## Post-1939
Alors que la version de Lead Belly, en 1939, est également exécutée a cappella, la plupart des versions ultérieures sont accompagnées à la guitare : versions folk en 1964 par Odetta (medley avec "Looky Yonder"), Dave "Snaker" Ray, et Alan Lomax lui-même. En 1976 un groupe de Cincinnati, Starstruck, enregistre une version rock de la chanson avec des paroles différentes, chez Truckstar, qui ne connait pas un grand succès.
En 1977, le groupe de rock Ram Jam — auquel appartient l'ancien guitariste de Starstruck et de The Lemon Pipers, Bill Bartlett — ré-édite la version de Starstruck avec les producteurs Jerry Kasenetz et Jeff Katz chez Epic Records. La chanson remporte un succès immédiat auprès du public, atteint le dix-huitième rang des ventes de singles aux États-Unis et est classée parmi les dix premiers titres au Royaume-Uni et en Australie. À la même époque, les paroles sont l'objet d'un boycott de la part des organisations américaines de défense des droits civiques NAACP et Congress of Racial Equality.[réf. nécessaire]
En 1990 le remix dance de la version de Ram Jam rentre dans le top 20 des titres dance aux États-Unis et dans les charts britanniques, au top 30 en Australie. D'autres artistes notables, comme Nick Cave and the Bad Seeds (1986) ou Tom Jones (2002) ont repris cette chanson.
En 1992 le remixer Hank Shocklee de The Bomb Squad utilise un riff du single de Ram Jam comme sample dans un remix de Pain Lies on the Riverside de Live. Le remix n'est pas disponible dans le commerce avant 1997.
En 2004, la version de Ram Jam retravaillée par Spiderbait fait un carton en Australie. La chanson, tirée de l'album Tonight Alright, est utilisée dans le film Jusqu'au cou et dans le jeu paru chez Electronic Arts en 2004 Need for Speed: Underground 2.
En 2006 l'administration de l'université du New Hampshire provoque la controverse en interdisant de jouer la version de Ram Jam au tournoi de Hockey UNH. Le Directeur Sportif d'UNH Marty Scarano expliquera la raison de cette décision : "UNH refuse de soutenir quoi que ce soit qui puisse être considéré comme insultant pour un quelconque groupe social.". Les étudiants de l'université du New Hampshire entament alors une campagne "Save Black Betty" ("sauvons Black Betty"). Ils manifestent leur désaccord pendant le tournoi de hockey, en brandissant des pancartes et en chantant la Black Betty de Ram Jam, vêtus de t-shirts bleus portant, en blanc, les inscriptions « Save Black Betty » sur la poitrine et « Bam-A-Lam » dans le dos.
En 2008 une chaîne de bars nommée "Black Betty's Saloon" ouvre son premier établissement dans le New Jersey. La franchise implique entre autres que les serveurs dansent sur cette chanson diffusée dans différentes versions.[réf. nécessaire]
Le 15 mai 2011, une nouvelle version intitulée "Black Betty (she gets me high)" est proposée par Darryl "DMC" McDaniels, Travis Barker, Mick Mars et Sebastian Bach. Elle est diffusée pour la première fois dans l'émission "Anything Anything with Rich Russo" sur WRXP-FM à New York. Sa sortie commerciale est prévue à l'automne 2011.

## Dans les médias

### Films
- 1967 Film Shanty Tramp[21].
- 2001 Film Blow. (Version de Ram Jam)
- 2001 Comédie Super Troopers.
- 2002 Comédie Kung Pow (Kung Pow: Enter the Fist).
- 2003 Film Basic.
- 2004 Film Jusqu'au cou (Without a Paddle)
- La version de Spiderbait peut être entendu dans les films Miss FBI : Divinement armée, Black/White, À vif, et Les Condamnés (2007), le trailer pour film de 2007 Mise à prix
- 2005 Film Shérif, fais-moi peur (The Dukes of Hazzard) a utilisé les deux versions par Spiderbait (sur le trailer) et Ram Jam (dans le film).
- 2006 Film Arthur et les Minimoys.
- 2007 Film TMNT. Cette version est celle du groupe Big City Rock.
- 2007 Film À vif (The Brave One).
- 2007 Film Les Condamnés (The Condemned), version de Spiderbait.
- 2008 Film Rex a une reprise sur la scène d'ouverture.
- 2008 Vidéo de skateboard Baker Has A Deathwish, Baker Skateboards.
- 2010 Film Top Cops (Cop Out), au moment où un personnage va grimper un immeuble pour commettre un vol
- 2010 Film The Losers, joué lorsqu'un soldat entre dans le camp
- 2011 Film Death Race 2 quand Carl « Luke » Lucas conduit la Mustang GT.
- 2013 Film Eyjafjallajökull quand Valérie conduit la voiture sur l'autoroute.
- 2017 Film Hitman and Bodyguard pendant la course poursuite avant le procès.
- 2020 Film Birds of prey et la fantabuleuse histoire de Harley Quinn pendant l'attaque du commissariat,  quand Harley et Cassandra se font attaquer par des mercenaires dans la salle des scellés.

### Télévision
- Dans l'épisode Reese joins the Army (2) de la série Malcolm, et une fois dans l'épisode de Wildboys sur MTV
- La version de Ram Jam est utilisé dans l'épisode Le Cheval de Troie de la série télévisée Earl.
- Dans l'épisode pilote de la série Friday Night Lights sur NBC.
- Apparait dans la série de la BBC Dry Your Eyes.
- Underbelly, une série dramatique australienne, 2008.
- Dans l'épisode Une affaire de famille de la série policière allemande Mick Brisgau.
- Elle accompagne le générique de fin de l'épisode 2 de la saison 2 de la série américaine American Gods.

### Jeux vidéo
- Une musique inspirée de la chanson est utilisée dans un niveau musical du jeu Rayman Legends.

- Elle est également utilisée dans le jeu Need for Speed: Underground 2.
- On peut l'entendre de manière aléatoire dans le niveau "Bar Room Blitz"  dans le jeu Back 4 Blood.

## Liste sélectives d'enregistrements
- 1933 James Baker (AKA Iron Head) et son groupe[22]
- 1939 Mose Platt (AKA Clear Rock)[23]
- 1939 Huddie Ledbetter (AKA Lead Belly), à l'origine sur l'album 78 tours Negro Sinful Tunes
- 1964 Odetta, Odetta Sings of Many Things album
- 1964 Alan Lomax, Texas Folk Songs album
- 1964 Koerner, Ray & Glover, Lots More Blues, Rags and Hollers album
- 1976 Starstruck
- 1977 Ram Jam, Angleterre #7 single, États-Unis #18 single, également l'album #34 aux États-Unis Ram Jam
- 1986 Nick Cave and the Bad Seeds, Kicking Against the Pricks album
- 1989 Mekong Delta, Toccata 12" Maxi-Single
- 1992 Electric Boys, Dying To Be Loved CD Single (extrait de l'album Groovus Maximus)
- 1994 Electric Boys, Freewheelin' album
- 1994 Electric Boys, Groover CD Single (extrait de l'album Freewheelin')
- 2001 The Candy Snatchers dans l'EP Taking a Ride
- 2002 Tom Jones Angleterre #50 single, également l'album #36 en Angleterre Mr Tom Jones
- 2002 Throttlerod, dans la compilation Sucking The '70s
- 2004 Spiderbait, Australie #1 single, également #14 album en Australie Tonight Alright
- 2005 Pumpjack, Triple Platinum album
- 2005 Tony C. and the Truth
- 2006 Meat Loaf, Bat Out Of Hell III single B-side
- 2006 Joe Brown, Down To Earth album
- 2006 Ying Yang Twins' chanson Dangerous contenant un sample de la version de Ram Jam
- 2007 Big City Rock dans la bande son de TMNT : Les Tortues Ninja
- 2007 Soil, dans la réédition de l'album Throttle Junkies
- 2008 Ministry, dans leur album de cover Cover Up
- 2011 Blues Explosion, dans un teaser pour Volkswagen Volkswagen Beetle[24]
- 2013 Melvins, Everybody Loves Sausages album
- 2016 Caravan Palace, cover jouée entre autres durant la tournée de <|°_°|>[25]
- 2021 Leo Moracchioli, Frog Leap Studios [26]